# Old Man of Stoer
 (février 2024).
Si vous disposez d'ouvrages ou d'articles de référence ou si vous connaissez des sites web de qualité traitant du thème abordé ici, merci de compléter l'article en donnant les références utiles à sa vérifiabilité et en les liant à la section « Notes et références ».
Ne doit pas être confondu avec Old Man of Storr.
L’Old Man of Stoer est un stack de 60 mètres du nord de l'Écosse. Il se trouve dans le Sutherland, plus précisément près du marilyn Sidhean Mor, des villages de Culkein et Stoer et du Point of Stoer.
Son nom le fait parfois confondre avec l'Old Man of Storr de l'île de Skye.